# Paradros
Paradros là một chi bướm ngày thuộc họ Bướm nâu.